# Parrott (Geschütz)

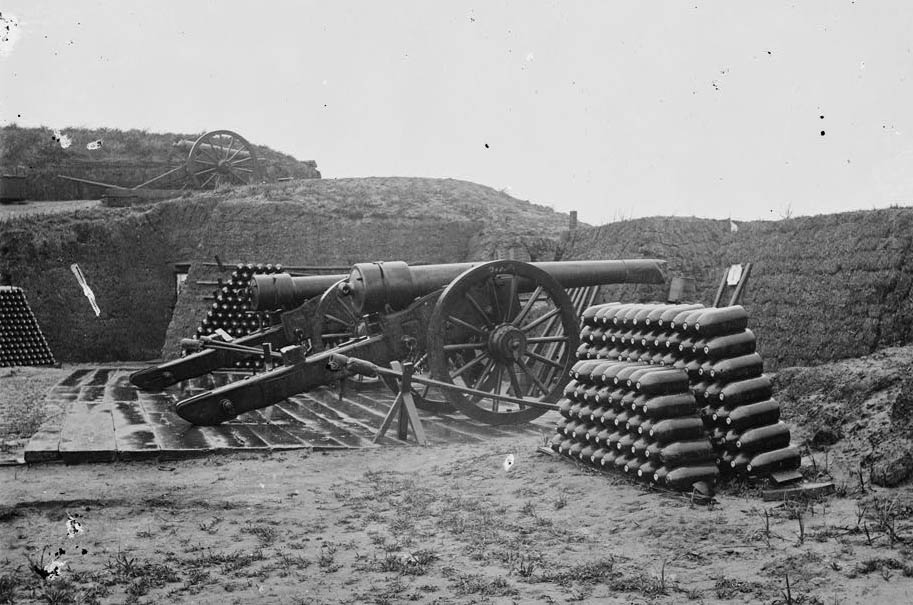
Zwei 30-Pfünder-Parrotts mit Munition in Fort Putnam, Morris Island

Parrott-Geschütze (engl. Parrott rifle), benannt nach ihrem Entwickler Robert Parker Parrott, waren Vorderlader-Artilleriegeschütze aus der Zeit des Amerikanischen Bürgerkriegs. Das Kanonenrohr wurde aus Gusseisen hergestellt und war mit Zügen versehen, aufgrund der hohen Sprödigkeit des Materials wurde das Rohr am hinteren Ende mit einem Stahlmantel verstärkt. Parrott-Geschütze wurden in verschiedenen Größen (Kaliber von 2,9" (74 mm) bis 10" (250 mm)) hergestellt und als Feldgeschütze, Festungs- und Belagerungsartillerie und als Schiffsgeschütze eingesetzt.
Parrott, zu dieser Zeit Superintendent der West Point Foundry (Cold Spring, NY), baute die erste der nach ihm benannten Kanonen im Jahr 1860. Im Unterschied zu ähnlichen früheren Konstruktionen wurde der Stahlmantel im rotglühenden Zustand auf das Rohr aufgebracht und dann durch Abkühlen des Rohrs verfestigt. 1861 meldete er ein Patent auf das Herstellungsprinzip an.
Im Bürgerkrieg wurden Parrott-Geschütze auf beiden Seiten eingesetzt. Auf konföderierter Seite wurde zudem eine verbesserte Version als Brooke rifle (benannt nach John Mercer Brooke) verwendet. Trotz ihrer guten Reichweite und Präzision hatten die Kanonen wegen ihrer Neigung zu Rohrplatzern einen schlechten Ruf bei Geschützmannschaften.

## Versionen

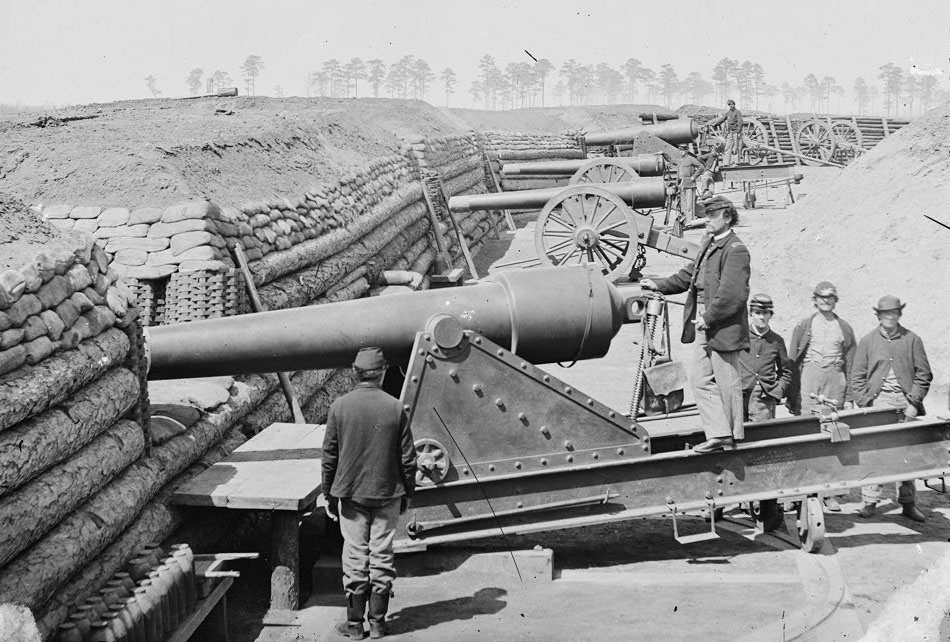
100-Pfünder-Parrotts in Fort Brady, Virginia

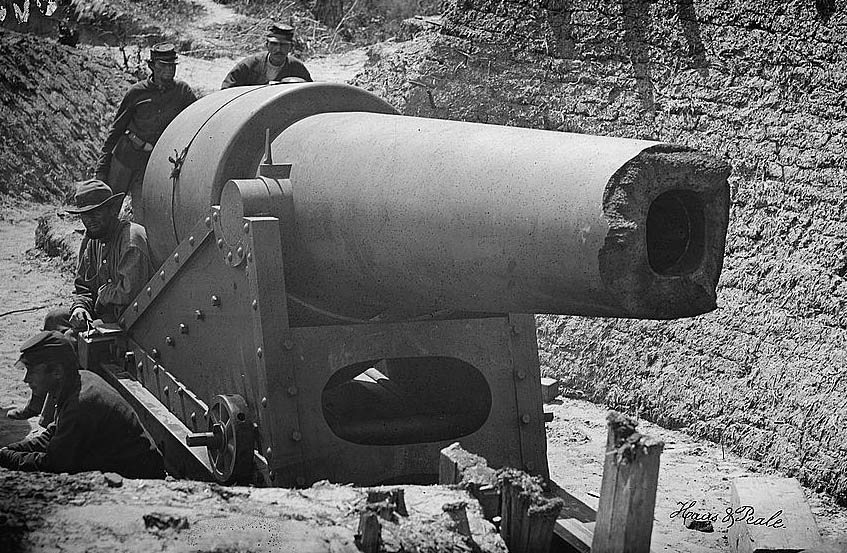
300-Pfünder-Parrott mit Rohrplatzer

| Modell                 | Kaliber                           | Geschossgewicht                   | Reichweite |
| ---------------------- | --------------------------------- | --------------------------------- | ---------- |
| 10-Pfünder (Army)      | 2,9" (74 mm), später 3.0" (76 mm) | 10 lb (4,5 kg)                    | 4600 m     |
| 20-Pfünder (Army/Navy) | 3,67"                             | 19 lb (8,6 kg)                    | 4000 m     |
| 30-Pfünder (Army/Navy) | 4,2"                              | 29 lb (13 kg)                     | 6100 m     |
| 60-Pfünder (Navy)      | 5,3"                              | 50 lb (23 kg) oder 60 lb (27 kg)  | 6800 m     |
| 100-Pfünder (Navy)     | 6,4"                              | 80 lb (36 kg) oder 100 lb (45 kg) | 7140 m     |
| 150-Pfünder (Navy)     | 8"                                | 150 lb (68 kg)                    | 7300 m     |
| 200-Pfünder (Army)     | 8"                                | 200 lb (91 kg)                    | 7300 m     |
| 300-Pfünder (Army)     | 10"                               | 300 lb (140 kg)                   | 8200 m     |